# Káťa Kabanová
Káťa Kabanová je opera o třech dějstvích na hudbu Leoše Janáčka, který také vytvořil libreto na námět překladu divadelní hry Bouře od Alexandra Nikolajeviče Ostrovského. Překlad původní divadelní hry A. N. Ostrovského vytvořil Vincenc Červinka. Opera je inspirována Janáčkovým milostným vztahem ke Kamile Stösslové. Toto dílo je považováno za Janáčkovu první „zralou“ operu, navzdory faktu, že Janáčkovi v době premiéry bylo již 67 let. Premiéra se uskutečnila v Národním divadle v Brně dne 23. listopadu 1921.
Opera má komplexní publikační historii. František Neumann, dirigent prvního provedení opery, provedl změny, které byly začleněny roku 1922 do Universal Edition, prvního provozovacího materiálu. Dirigent Václav Talich později provedl reorchestraci této verze. V roce 1992 Charles Mackerras publikoval kritické vydání opery. Jméno opery je někdy překládáno do angličtiny jako Káta, Kata nebo Katya z důvodů absence české diakritiky v angličtině.

## Osoby a premiérové obsazení
| Role                                                                | Typ hlasu    | Premiérové obsazení, 23. listopadu 1921 (dirigent: František Neumann) |
| ------------------------------------------------------------------- | ------------ | --------------------------------------------------------------------- |
| Savël Prokofjevic Dikój, obchodník                                  | bas          | Rudolf Kaulfus                                                        |
| Boris Grigorjevič, Dikého synovec                                   | tenor        | Karel Zavřel                                                          |
| Marfa Ignatěvna Kabanová (Kabanicha), vdova po bohatém obchodníkovi | kontraalt    | Marie Hladíková                                                       |
| Tichon Ivanyč Kabanov, její syn                                     | tenor        | Pavel Jeral                                                           |
| Káťa (Katerina), Tichonova manželka                                 | soprán       | Marie Veselá                                                          |
| Váňa Kudrjaš, učitel                                                | tenor        | Valentin Šindler                                                      |
| Varvara, nalezenec                                                  | mezzosoprán  | Jarmila Pustinská                                                     |
| Kuligin, přítel Váni Kudrjaše                                       | baryton      | René Milan                                                            |
| Glaša, služebná                                                     | mezzo-soprán | Lidka Šebestlová                                                      |
| Fekluša, služebná                                                   | mezzo-soprán | Ludmila Kvapilová(-Kudláčková)                                        |
| Žena                                                                |              | Ružena Horká                                                          |
| Rybář                                                               |              | Václav Šindler                                                        |
| Opilec                                                              |              | Josef Tupý                                                            |
| občané                                                              |              |                                                                       |

## Děj
Příběh opery se odehrává na statku Kabanových v ruské vsi Kalinov v oblasti řeky Volhy.

### 1. dějství
Za mladým učitelem Váňou Kudrjašem, přichází jeho přítel Boris, synovec zlého a lakotného strýce Dikoje. Boris je sirotek vychovávaný Dikojem a snáší od něj různá příkoří, jelikož jen tak může získat své slíbené dědictví, jakmile dosáhne plnoletosti. Ztrápený Boris se Kudrjašovi svěřuje se svou láskou ke Kátě, ženě Tichona. Jejich manželství je však velmi nešťastné. Káťu bezustání tyranizuje Tichonova matka Kabanicha, a než by se Tichon zastal své trpící ženy, raději se upíná k pití a problémy v rodině ignoruje. Kabanicha následně svého syna nutí odjet na trh do Kazaně. Tichon jí bez větších starostí vyhoví a rozhodne se nechat Káťu napospas matčině vůli. 
V jedné z mála klidných chvil na statku spolu vysedávají Káťa s mladou schovankou Varvarou. Káťa dojemně vzpomíná na dřívější štěstí, které, od jejího manželství s Tichonem, už dávno pominulo. (árie "Ach, byla jsem zcela jinší"). Ve svém stesku se vyznává, že miluje jiného (Borise) a nachází podporu ve Varvaře, která je rovněž zamilovaná, a to do Váni. Při odjezdu Tichona nešťastná Káťa ještě naposledy prosí svého muže, aby neodjížděl, nebo ji vzal do Kazaně s sebou. Nechce být vystavena sama nenávisti své tchyně. Kabanicha však naopak odjezd Tichona ještě urychlí.

### 2. dějství
Na statku Kabanových je Káťa neustále pod tlakem zlostných útoků ze strany Kabanichy, která jí mimo jiné kritizuje za to, že podle ní nedostatečně oplakává Tichonův odjezd. Na to už se nemůže dívat Varvara, která Kabaniše vezme klíček od vrátek do zahrady a dá jej Kátě s tím, že jí může být později k užitku. Přestože má Káťa značný strach, vytratí se večer s Varvarou pryč a setkají se s Váňou a Borisem. Zatímco se Varvara s Váňou jdou projít kolem tekoucí Volhy, zůstanou spolu Boris a Káťa docela sami. Přes počáteční bázeň Káťa vyzná Borisovi svou lásku a vrhne se mu do náruče.

### 3. dějství
Na Kalinov se blíží velká bouře. Kudrjaš se sice snaží všechny přesvědčit o tom, že díky novému vynálezu, hromosvodu, se statku nic nestane, ale Dikoj naopak prohlašuje, že je to hněv Boží. Stejně tak to cítí i Káťa, která od setkání s Borisem žije v neutuchajících obavách, že bude její nevěra odhalena. Od Varvary se navíc dozvídá, že se Tichon již brzy vrátí z Kazaně. Varvara se snaží Káťu uklidnit, ale marně. Když se bouře rozpoutá, Káťa nevydrží tíhu svého svědomí a před Tichonem a ostatními se přizná ke svému hříchu. Následně uteče do zuřící bouře. 
Všichni ze statku se snaží Káťu najít a za deště prohledávají okolí. Varvara s Váňou se však rozhodnou Kalinov opustit a odjíždějí vstříc novému životu do Moskvy. Unavená Káťa se setkává s Borisem, který jí však oznamuje, že jej strýc posílá za obchodem na Sibiř. Káťa se snaží Borise přemluvit, aby jí nenechával u Kabanových a vzal ji s sebou. Boris ji ale zklame  a naopak sám odchází. Nešťastná Tichonova žena nyní ví, že již není pro co žít a zoufalá skáče do vln Volhy. Poté, co Dikoj nalezne ve vodě Kátino tělo, si vezme slovo Kabanicha a všem kolem ironicky poděkuje za pomoc.

## Nahrávky
- Supraphon 10 8016-2 612: Drahomíra Tikalová, Ludmila Komancová, Beno Blachut, Viktor Kočí, Zdeněk Kroupa; orchestr a sbor národního divadla v Praze; Jaroslav Krombholc, dirigent
- Decca Classics 475 7518 (CD, též dostupné ke stažení); Elisabeth Söderström, Peter Dvorský, Dalibor Jedlička, Naděžda Kniplová; Vladimír Krejčík, Zdeněk Švehla, Libuše Márová, Jaroslav Souček, Jitka Pavlová, Gertrude Jahn, Adolf Tomaschek, Hedwig Drechsler; Vídeňští filharmonikové; sbor Vídeňské státní opery; Charles Mackerras, dirigent
- Supraphon SU 3291-2 632: Gabriela Beňačková, Dagmar Pecková,  Martina Bauerová, Dana Burešová, Eva Randová, Miroslav Kopp, Jozef Kundlák, Peter Straka, Zdeněk Harvánek; Česká filharmonie; sbor Národního divadla v Praze; Sir Charles Mackerras, dirigent